# آتشین چتری
آتشین چتری (نام علمی: Aethionema umbellatum) نام یک گونه از سرده آتشین است. جنس یا سردهٔ آتشین در ایران ۱۱ گونه گیاه علفی یک ساله و چند ساله دارد. آتشین چتری یکی از این ۱۱ گونهٔ موجود در ایران است.